# Comando genio
Il Comando genio è un comando intermedio a livello divisione dell'Esercito Italiano, dipendente dal Comando delle forze operative terrestri di supporto. 

## Storia
Il Comando genio ha origine a Udine il 1º dicembre 1997 come Comando Raggruppamento genio, formato per trasformazione del Comando genio del 5º Corpo d'armata. Posto alle dipendenze del Comando supporti delle Forze operative terrestri, il raggruppamento è formato dai seguenti reparti:
- 6º Reggimento genio pionieri di Roma
- 11º Reggimento genio pionieri di Motta di Livenza
- 21º Reggimento genio pionieri di Caserta
- 5º Battaglione genio pionieri "Bolsena" di Legnago
- 2º Reggimento genio pontieri di Piacenza
- Reggimento genio ferrovieri di Castel Maggiore

Il 1º dicembre 2000, a seguito della decisione dello Stato maggiore dell'Esercito di dotare ogni brigata di manovra di un reggimento genio guastatori, avvengono i seguenti movimenti ordinativi:
- 11º Reggimento genio (guastatori dal 13 novembre), passa alle dipendenze della Brigata corazzata "Pinerolo"
- 21º Reggimento genio (guastatori dal 30 settembre), passa alle dipendenze della Brigata bersaglieri "Garibaldi"
- 5º Battaglione genio "Bolsena" (guastatori paracadutisti dal 1º ottobre), passa alle dipendenze della Brigata paracadutisti "Folgore"

Rimane così ordinato su tre reggimenti: 6º genio pionieri, 2º genio pontieri e genio ferrovieri.
Nel febbraio 2001 il raggruppamento assume la designazione di Comando Brigata genio, mantenendo inalterata la sua organizzazione e transitando alle dipendenze del Vice comandante delle Forze operative terrestri/Comandante dei Supporti.
Il 1º gennaio 2002 viene costituito, per trasformazione dell'11º Reggimento genio guastatori di Motta di Livenza (contestualmente trasferito a Foggia), il CIMIC Group South.
Nel gennaio 2007 la Brigata genio torna a dipendere dal ricostituito Comando supporti delle Forze operative terrestri.
Il 28 aprile 2009 il CIMIC Group South assume la designazione di Multinational CIMIC Group.
Il 10 settembre 2010 la brigata viene soppressa a Udine e ricostituita nella Cecchignola come Comando genio, di livello divisione, per trasformazione della soppressa Scuola del genio. Il Reggimento addestrativo e il Centro addestramento contro ostacolo della scuola vengono contestualmente trasferiti alle dipendenze del Comando genio. Da questo momento il nuovo ente svolge sia compiti operativi che addestrativi.
Il 1º febbraio 2011 il Centro addestramento contro ostacolo viene rinominato in Centro di eccellenza nazionale C-IED.
Il 1º gennaio 2013 il Comando supporti delle Forze operative terrestri viene soppresso e riorganizzato in un altro ente, di conseguenza il Comando genio passa alle dirette dipendenze del Comando forze operative terrestri.
Il 1º ottobre 2016 il Comando genio passa alle dipendenze del Comando delle Forze operative terrestri di supporto, con contestuale riduzione del rango da divisione a brigata.
Il 1º luglio 2020 il comando viene riorganizzato con alle dipendenze le neo costituite Brigata genio e Comando infrastrutture, e di conseguenza elevato nuovamente al rango di divisione.

## Sede
Il Comando Genio ha sede a Roma, nella della Città Militare della Cecchignola, all'interno Caserma "Ettore Rosso", un comprensorio ampio circa 20 ettari al cui interno sono presenti numerosi edifici, i più antichi dei quali furono realizzati su progetto dell'Ispettorato Generale del Genio, negli anni '30 del XX secolo. Il nucleo storico è costituito da quattro padiglioni, articolati attorno a uno spazio centrale, ampio circa 100 x 80 metri, adibito a piazzale dell'Alzabandiera. In fondo al piazzale si trova un grande complesso scultoreo in bronzo che raffigura un gruppo di genieri in azione, il tutto su un ampio basamento in marmo sul quale si trova il motto dell'Arma del Genio "Avanti è la vita!".

## Funzioni
Il comando ha sia funzioni operative, con i tre reggimenti specialistici pionieri, ferrovieri e pontieri, che addestrative. Infatti ha alle dipendenze un reggimento addestrativo e il "Centro di Eccellenza nazionale di Counter-IED", la ex Scuola del genio dell'Esercito Italiano.

## Organizzazione
Dal 2020 il Comando genio è organizzato nel seguente modo:
- Comandante (generale di divisione)
  - Vice comandante (generale di brigata)
  - Capo di stato maggiore (colonnello)

- - Brigata genio [2]
    - 6º Reggimento genio pionieri
    - 2º Reggimento genio pontieri
    - Reggimento genio ferrovieri
    - Centro di Eccellenza Counter IED
    - Centro di supporto del genio alla protezione delle forze
    - Reggimento addestrativo (già Scuola del Genio)

- - Comando infrastrutture [3]
    - 1º Reparto infrastrutture
      - 3º Reparto infrastrutture
      - 4º Reparto infrastrutture

    - 5º Reparto infrastrutture
      - 6º Reparto infrastrutture
      - 7º Reparto infrastrutture
      - 12º Reparto infrastrutture

    - 8º Reparto infrastrutture
      - 14º Reparto infrastrutture
      - Sezione autonoma

    - 10º Reparto infrastrutture
      - 11º Reparto infrastrutture
      - 15º Reparto infrastrutture

    - Reparto Operativo del Genio Infrastrutturale (ROGI)

## Bandiera di guerra
La Bandiera di Guerra è decorata di un Ordine Militare d'Italia, una Medaglia d'Oro al Valor Militare, due Medaglie d'Oro al Valore dell'Esercito, una Medaglia d'Argento al Valor Militare, una Medaglia di Bronzo al Valor Militare, una Medaglia d'Oro al Valore Civile, una Medaglia d'Oro al Merito Civile e una Medaglia di Bronzo di Benemerenza.

## Comandanti
Al vertice del comando vi è l'Ispettore dell'Arma del Genio.
- Gen. Div. Antonio Li Gobbi (2010-2014)
- Col. Francesco Bindi (2014) f.f.
- Gen. Brig. Pietro Tornabene (2014-2016)
- Gen. Brig. Francesco Bindi (2016-2019)
- Gen. Brig. Massimo Bendazzoli (2019-2020)
- Gen. Div. Gianpaolo Mirra (2020- 2024)
- Gen. Div. Giuseppe Bossa (2024 in carica)